# Alfred Maria Willner
Alfred Maria Willner (Vienna, 11 luglio 1859 – Vienna, 27 ottobre 1929) è stato un compositore, librettista e musicologo austriaco.

## Biografia
Alfred Maria Willner nacque e morì a Vienna. Iniziò componendo principalmente musica per pianoforte, per poi intraprendere una carriera come librettista per balletti, opere e operette. Una delle sue prime operette fu La Dea della Ragione (Die Göttin der Vernunft) di Johann Strauss II, una commissione che Strauss rimpiangeva. Strauss fu costretto a completare l'incarico solo a causa della minaccia di una causa legale e rifiutò di assistere a una rappresentazione. Successivamente, il libretto e la partitura furono legalmente separati. 
In una successiva commissione, Willner rivisitò il libretto per Il conte di Lussemburgo (Der Graf von Luxemburg) di Franz Lehár.
Il primo grande successo di Willner fu il libretto per La principessa dei dollari (Die Dollarprinzessin) di Leo Fall, dopo il quale divenne un librettista di operette molto ricercato. Scrisse diversi libretti di successo per le operette di Lehár, in particolare in collaborazione con Heinz Reichert. I due collaborarono anche a fortunati adattamenti di musiche di Schubert (come Das Dreimäderlhaus) e di Johann Strauss padre e figlio (come Walzer aus Wien). Inoltre, Willner e Reichert furono i librettisti incaricati per l'opera di Puccini La rondine, che fu successivamente adattata da Giuseppe Adami.
Willner e il compositore Sigmund Romberg furono i produttori della produzione di Broadway del 1921 del musical Love Birds.
Alfred Maria Willner fu cremato al Feuerhalle Simmering a Vienna, dove le sue ceneri sono tuttora sepolte.

## Libretti d'opera
(elenco parziale)
- Das Dreimäderlhaus, singspiel in 3 atti, con Heinz Reichert, musica di Heinrich Berté, 1916
- Die schöne Saskia, con Heinz Reichert, musica di Oskar Nedbal, 1917
- La rondine (Die Schwalbe, opera), con Heinz Reichert, musiche di Giacomo Puccini, 1917
- Dove canta l'allodola (Wo die Lerche singt), con Heinz Reichert, musica di Franz Lehár, 1918
- Frasquita, con Heinz Reichert, musica di Franz Lehár, 1922
- Walzer aus Wien, singspiel pasticcio in tre atti, con Heinz Reichert e Ernst Marischka, su musica di Johann Strauss (figlio), arrangiata da Erich Wolfgang Korngold e Julius Bittner, 1930.

## Filmografia
- Il Dreimäderlhaus. Il romanzo rosa di Schubert, regia di Richard Oswald (1918). Basato sull'operetta Das Dreimäderlhaus.
- Sinfonia d'amore (Blossom Time), regia di Paul L. Stein (1934). Basato sull'operetta Das Dreimäderlhaus.
- Drei Mäderl um Schubert, regia di E. W. Emo (1936). Basato sull'operetta Das Dreimäderlhaus.
- Wo die Lerche singt, regia di Hans Wolff (1956). Basata sull'operetta Dove canta l'allodola.
- La casa delle tre ragazze (Das Dreimäderlhaus), regia di Ernst Marischka (1958). Basato sull'operetta Das Dreimäderlhaus.